# The Storm (banda danesa)
"The Storm" es una banda de rock danés formado en septiembre de 2006 por Pernille Rosendahl (exvocalista de Swan Lee) y Johan Wohlert (exbajista de Mew), que son los únicos miembros permanentes de la banda.

## Trayectoria
La pareja abandonó su carrera musical previamente, ya que tuvieron juntos un hijo, y posteriormente formaron esta colaboración musical.
"The Storm" apareció por primera vez en público el 11 de enero de 2008 en vivo en P3 Guld, como el artista de cierre.
La banda lanzó su primer sencillo "Drops in the Ocean", con Rosendahl como vocalista, y Michel Svane como baterista, Jakob Millung como bajista y teclista, y Wohlert junto a Mads Wegner en la guitarra.
Esto fue seguido por el álbum debut "Where The Storm Meets the Ground" publicado el 11 de febrero de 2008 por la discográfica Universal.
El álbum fue producido por el legendario productor Roy Thomas Baker, que ha trabajado con Queen, The Cars y los daneses Gasolin'. Además de Richard Fortus de Guns N'Roses.
El álbum no fue bien recibido por la crítica danesa, y "The Storm" fue acusado más tarde de plagio, aunque el álbum fue una un éxito comercial con 25.000 copias vendidas, recibiendo un Disco de Oro.
"The Storm" grabó en estudio durante enero de 2009, el segundo álbum con el productor Jacob Hansen.
Además la banda Volbeat colaboró en el dúo al cantar a dúo Pernille Rosendahl con Michael Poulsen en la canción "Mary Ann's Place".
El álbum "Black Luck" fue publicado el 12 de octubre de 2009, con la compañía de producción WR. "Black Luck" vendió 10.000 copias, de acuerdo con la compañía discográfica.
El 7 de marzo de 2011 lanzó el sencillo "Lost in the Fire" como un adelanto de su tercer álbum de estudio "Rebel Against Yourself".
Este sencillo ha sido el más exitoso de "The Storm" hasta la fecha, con una posición #3 en las listas y un Disco de oro. La canción ha vendido más de 25.000 descargas.
"Rebel Against Yourself" fue lanzado el 29 de agosto de 2011, y está inspirada en nombres como Abba, Dire Straits y Pet Shop Boys.
 
En comparación con el anterior álbum del dúo, en este álbum se han alejado del rock duro a un pop más nórdico.
"The Storm" ha colaborado con el sueco grupo de rock Kent en dos de las canciones del álbum, incluyendo el segundo sencillo "My Crown".

## Miembros
- Johan Wohlert – guitarrista
- Pernille Rosendahl – vocalista

## Discografía

### Álbumes
| Año                                  | Título                           | Posición # | Certificación |
| Año                                  | Título                           | DAN        | Certificación |
| ------------------------------------ | -------------------------------- | ---------- | ------------- |
| 2008                                 | Where the Storm Meets the Ground | 2          | - Oro (Guld)  |
| 2009                                 | Black Luck                       | 7          |               |
| 2011                                 | Rebel Against Yourself           | —          |               |
| "—" no se logra éxito en las listas. |                                  |            |               |

### Singles
| Año                                  | Sencillo                    | Posición # | Certificación | Álbum                            |
| Año                                  | Sencillo                    | DAN        | Certificación | Álbum                            |
| ------------------------------------ | --------------------------- | ---------- | ------------- | -------------------------------- |
| 2008                                 | "Drops in the Ocean"        | 5          | - Oro (Guld)  | Where the Storm Meets the Ground |
| 2008                                 | "Lullaby"                   | 20         |               | Where the Storm Meets the Ground |
| 2009                                 | "Honesty"                   | —          |               | Black Luck                       |
| 2009                                 | "Are Your Shoes Too Tight?" | —          |               | Black Luck                       |
| 2010                                 | "Pass for a Lonely Person"  | —          |               | Black Luck                       |
| 2011                                 | "Lost in the Fire"          | 3          | - Oro (Guld)  | Rebel Against Yourself           |
| "—" no se logra éxito en las listas. |                             |            |               |                                  |